# G.W. Bailey
George William (G.W.) Bailey, född 27 augusti 1944 i Port Arthur, Texas, är en amerikansk skådespelare.
Bailey är känd för sin roll som den vresige polisen Thaddeus Harris i filmserien Polisskolan, där han har medverkat i fem av de totalt sju filmerna. Hans karaktär utsätts för spratt av de kadetter som han först tränar och sedan arbetar tillsammans med. Förutom Polisskolan har Bailey medverkat i diverse tv-serier, däribland The Closer där han precis som i polisfilmerna spelar en polis/detektiv – som dock löser brott på ett mer seriöst sätt än de tidigare nämnda filmerna.
Han spelade även sergeant Luther Rizzo i M*A*S*H under åren 1979-1983 där han medverkade i 14 avsnitt.

## Filmografi i urval
| År   | Film                                | Roll                  |
| ---- | ----------------------------------- | --------------------- |
| 1982 | The Capture of Grizzly Adams (TV)   | Tom Quigley           |
| 1984 | Polisskolan                         | Lt. Thaddeus Harris   |
| 1984 | Runaway                             | Chief of Police       |
| 1985 | Rustlers' Rhapsody                  | Peter                 |
| 1986 | Nr 5 lever!                         | Kapten Skroeder       |
| 1987 | Skyltdockan                         | Captain Felix Maxwell |
| 1987 | Polisskolan 4 – Kvarterspatrullen   | Capt. Thaddeus Harris |
| 1987 | Hawaiian Dream                      | Captain Pierce        |
| 1988 | Polisskolan 5 – Uppdrag Miami Beach | Capt. Thaddeus Harris |
| 1989 | Polisskolan 6 – Går under jorden    | Capt. Thaddeus Harris |
| 1990 | Write to Kill                       | Dean Sutton           |
| 1992 | An American Story (TV)              | Tom Cantrell          |
| 1994 | Polisskolan: Uppdrag i Moskva       | Capt. Thaddeus Harris |
| 2000 | Brothers. Dogs. And God.            | Luther Graham         |